# Faxe Kondi
Faxe Kondi är en dansk läsk producerad av Faxe Bryggeri. Den innehåller glukos, även kallat druvsocker. Namnet Faxe Kondi "uppfanns" av Leif Terp, som också arbetade på en av Köpenhamns reklambyråer. Drycken utvecklades 1971 i samarbete med fotboll/handboll/basketspelaren i landslaget och läkaren Knud Lundberg. Faxe Kondi har producerats sedan 1971 och såldes ursprungligen i ölflaskor, då Faxe Bryggeri från början var ett ölbryggeri. Det finns också en light version som kallas för Faxe Kondi Free.
Dessutom finns det fyra energidrycker (säljs endast i Danmark), Faxe Kondi Booster, Faxe Kondi Booster Blue, Faxe Kondi Booster Red samt Faxe Kondi Booster Free (sockerfri). Samtliga energidrycker är fria från taurin. Förutom Danmark, så har Faxe Kondi en stor marknad på Grönland.
Från 1996 till 2001 sponsrade Faxe Bryggeri den danska högstaligan i fotboll, Superligaen (sponsornamn: Faxe Kondi Ligaen), samt andraligan, 1. division (sponsornamn: Faxe Kondi Division).